# ویلیام لیندسی (ورزشکار)
ویلیام لیندسی (انگلیسی: William Lindsay; ۳ مارس ۱۹۱۶ – ۲۳ مهٔ ۱۹۷۱) بازیکن هاکی روی چمن اهل بریتانیا بود.